# Delia mackinleyana
Delia mackinleyana este o specie de muște din genul Delia, familia Anthomyiidae, descrisă de Griffiths în anul 1993.
Este endemică în Alaska. Conform Catalogue of Life specia Delia mackinleyana nu are subspecii cunoscute.